# Guillaume V de Joyeuse
Guillaume V de Joyeuse dit l'« aîné », né au XVe siècle et mort en 1540, fut évêque d'Alet de 1524 à sa mort. Il fait partie de la maison de Joyeuse.

## Biographie
Il est le fils de Guillaume, vicomte de Joyeuse, et d'Anne de Balsac, et l'oncle de Guillaume de Joyeuse qui lui succéda.
La pierre tombale qui se trouve dans la chapelle Notre-Dame de Pitié de l'église Saint-Pierre de Joyeuse semble être la sienne. 